# Walter Hunt
Walter Hunt (29 luglio 1796 – 8 giugno 1859) è stato un inventore statunitense.

## Biografia
Nell'arco della sua attività è diventato famoso per essere stato un prolifico inventore, in particolare della macchina per cucire (1833), della spilla di sicurezza (1849), fu un precursore della carabina Winchester, l'inventore della filatura del lino, dell'arrotatura dei coltelli, della campanella per il tram, della stufa a carbone di legna, della pietra artificiale, della spazzatrice, del velocipede e dello spazzaneve.
Egli non si rese subito conto del significato di molte delle sue invenzioni, oggi alla base di oggetti di uso generalizzato. Inventò la spilla di sicurezza vendendo il brevetto per le somma irrisoria di 400 dollari (circa 10 000 dollari nel 2008) alla W R Grace and Company, per saldare un debito di 15 dollari. Non volle brevettare la sua macchina per cucire perché temeva che avrebbe creato disoccupazione tra le sarte, ciò portò ad una causa, nel 1854, quando la macchina venne re-inventata da Elias Howe; la macchina di Hunt dimostrò di avere dei difetti di progettazione che limitavano il suo uso pratico. Progetto anche un fucile a ripetizione, il Volition Repeating Rifle nel 1848 ed ideò una cartuccia, la rocket ball. Allo scopo di ottenere i brevetti per le sue invenzioni, Hunt ricorse ai servizi di Charles Grafton Page, un avvocato specializzato in brevetti che aveva precedentemente lavorato presso l'US Patent Office. Come Howe, Hunt è sepolto nel Green-Wood Cemetery di Brooklyn.
Alcune delle sue invenzioni sono indicate di seguito con i disegni del brevetto:

## Galleria d'immagini

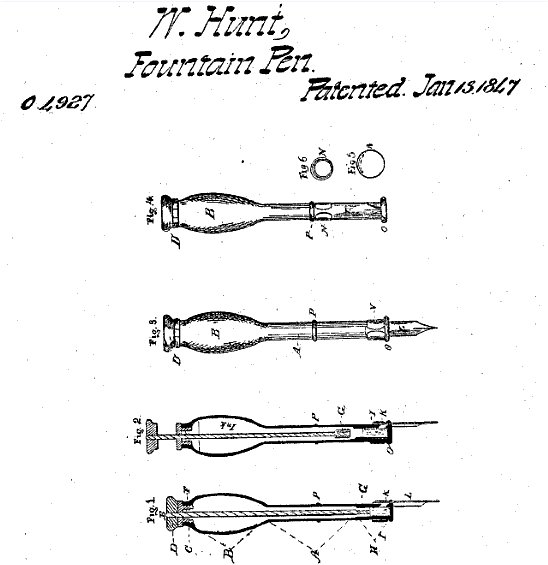
Penna stilografica Brevetto 4.927
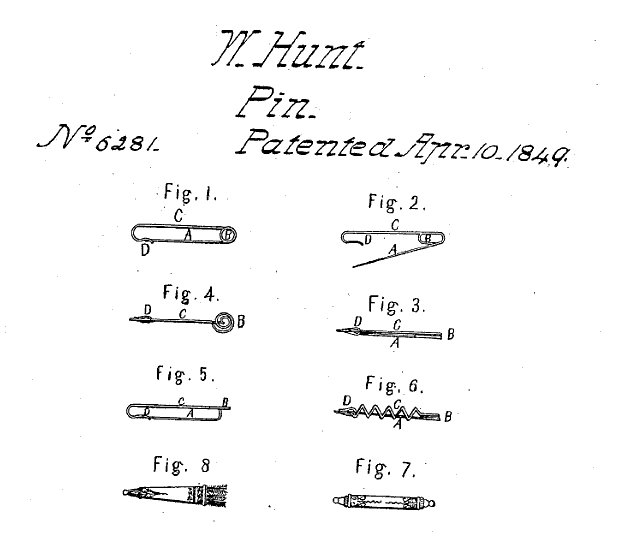
Spilla di sicurezza Brevetto 6.281
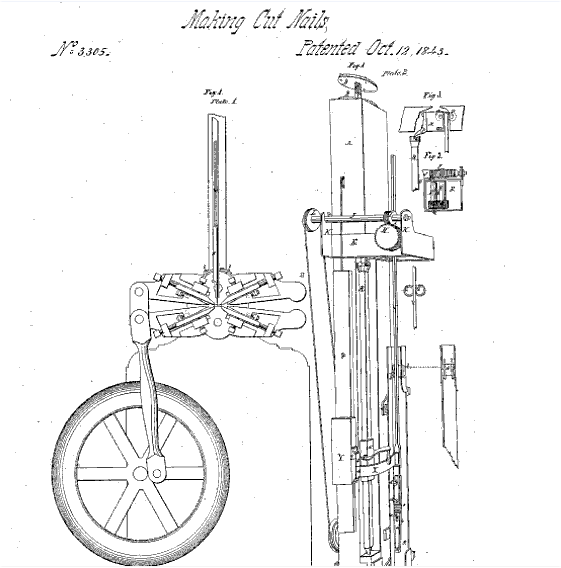
Macchina per la produzione di chiodi Brevetto 3.305
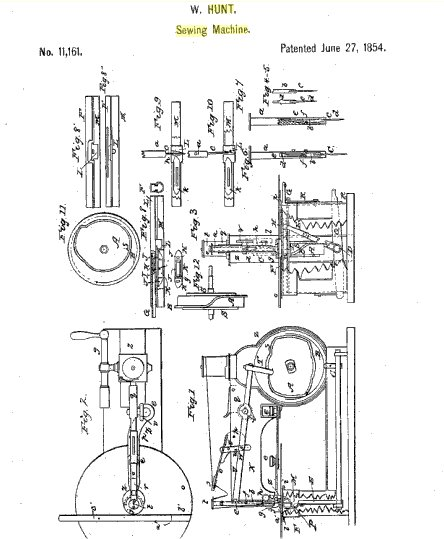
Macchina per cucire Brevetto 11.161
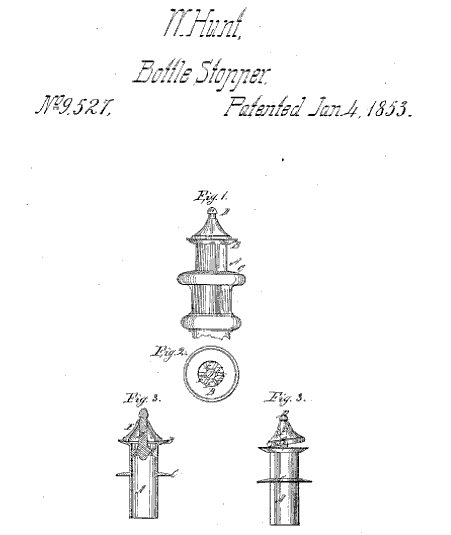
Tappo a vite Brevetto 9.527
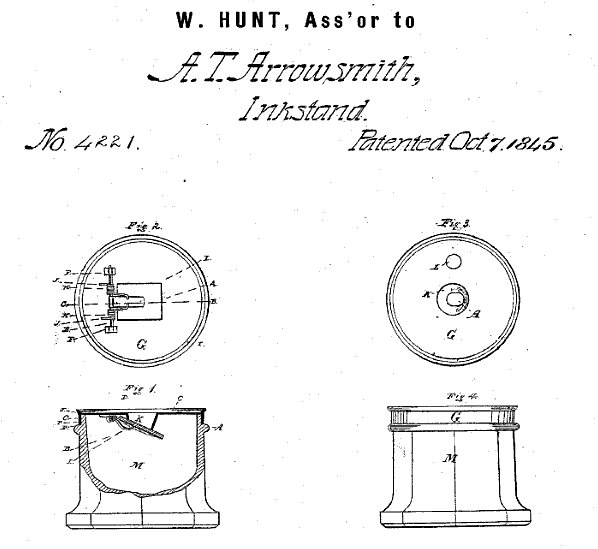
Calamaio Brevetto 4.221
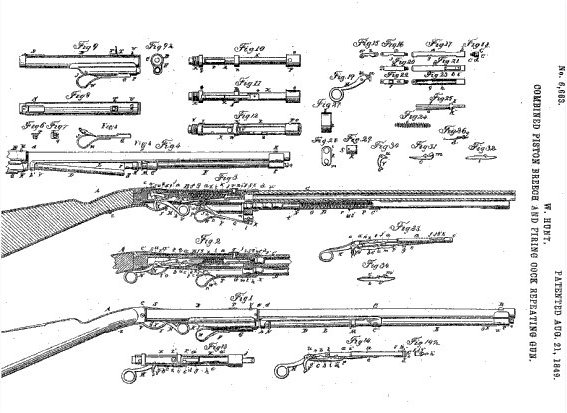
Fucile a ripetizione Brevetto 6.663
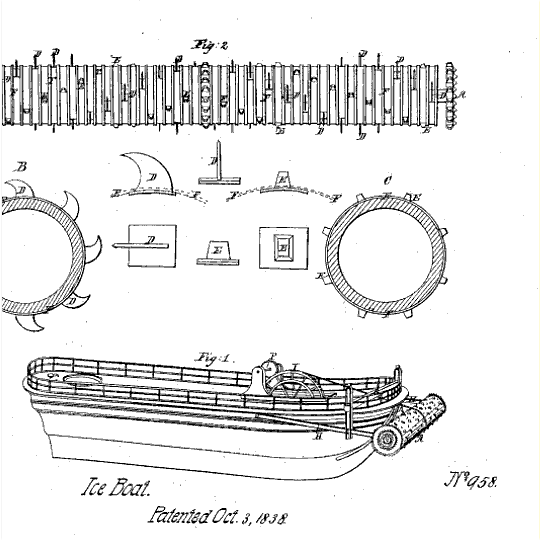
Rompighiaccio Brevetto 958